# Nassef Sawiris
Nassef Sawiris (aussi : Sawires, en arabe : ناصف ساويرس), fils d'Onsi Sawiris et frère cadet de Naguib Sawiris et de Samih Sawiris (de), est un milliardaire et homme d'affaires égyptien, né le 19 janvier 1961. Il est selon le classement Forbes l'homme le plus riche d’Égypte.

## Carrière

### Études
Il a étudié à l'École internationale allemande du Caire. Il a ensuite étudié à l'université de Chicago, où il a reçu un BOA en économie.

### OCI
Il a rejoint en 1992 le groupe Orascom fondé par son père et a été nommé directeur général de l'OCI Group en 1998, avant l'introduction en bourse du groupe l'année suivante.

### Actionnariat
Il est actionnaire à 5 % de LafargeHolcim et à 7 % d'Adidas.

## Autres mandats sociaux
- Directeur général de Orascom Construction Industrie (OCI Group) depuis 1998[5]
- Membre de la section entreprise du Parti national démocratique en Égypte
- Membre de la Chambre de commerce et d'industrie arabo-germanique
- Membre du Club des jeunes présidents
- Administrateur de LafargeHolcim
- Administrateur du Groupe Bruxelles Lambert
- Administrateur du Dubaï International Financial Exchange (Nasdaq DIFX)[6].
- Administrateur de Besix (Belgique)
- Administrateur de NNS Holding (Luxembourg)
- Président de Egyptian Cement Company (ECC) et mandats dans différentes filiales du groupe.

Anciens mandats
- Administrateur d'Orascom Building Material Holding (OBMH)

## Propriétés
- Trois villas à Gizeh (Égypte)
- Un appartement à Paris
- Un appartement à New York et à Londres
- Propriétaire d’Aston Villa Football Club